# Flemming Flindt
Flemming Flindt est un danseur danois né le 30 juin 1936 à Copenhague et mort le 3 mars 2009 à Sarasota (Floride).
Élève de l'école du Ballet royal danois, avec Harald Lander, il est nommé premier danseur de la compagnie en 1957. Abordant une carrière internationale, il danse au London Festival Ballet et au Ballet de l'Opéra national de Paris, où il est nommé danseur étoile en 1960.
En 1963, sa première chorégraphie, La Leçon, d'après la pièce d'Eugène Ionesco La Leçon, lui vaut son premier succès, suivi de sa nomination à la tête du Ballet royal danois en 1966.
Après 1978, il fonde sa propre compagnie, le Dallas Ballet (1981-1989), puis travaille comme chorégraphe indépendant, notamment pour Birgit Cullberg et Roland Petit.
En 1991, il crée le ballet historique Caroline Mathilde avec, notamment, Nikolaj Hübbe, qui deviendra son « fils spirituel » et, plus tard, directeur artistique du Ballet royal danois.